# Giro della Provincia di Reggio Calabria 2003
Il Giro della Provincia di Reggio Calabria 2003, cinquantottesima edizione della corsa, si svolse l'8 marzo 2003 su un percorso di 194 km, con partenza da Stilo e arrivo a Reggio Calabria. La vittoria fu appannaggio dello spagnolo Aitor González, che completò il percorso in 5h10'53", alla media di 37,442 km/h, precedendo gli italiani Filippo Pozzato e Fabio Baldato.
La corsa tornò a disputarsi dopo cinque anni, con la nuova organizzazione di RCS Sport.

## Ordine d'arrivo (Top 10)
| Pos. | Corridore                      | Squadra                                       | Tempo    |
| ---- | ------------------------------ | --------------------------------------------- | -------- |
| 1    | Aitor González                 | Fassa Bortolo                                 | 5h10'53" |
| 2    | Filippo Pozzato                | Fassa Bortolo                                 | a 0'01"  |
| 3    | Fabio Baldato                  | Alessio                                       | s.t.     |
| 4    | Paolo Bossoni                  | Vini Caldirola-So.di                          | s.t.     |
| 5    | Uroš Murn                      | Formaggi Pinzolo Fiavè-Ciarrocchi Immobiliare | s.t.     |
| 6    | Miguel Ángel Martín Perdiguero | Domina Vacanze-Elitron                        | s.t.     |
| 7    | Oscar Mason                    | Vini Caldirola-So.di                          | s.t.     |
| 8    | Francesco Bellotti             | Mercatone Uno-Scanavino                       | s.t.     |
| 9    | Daniele Righi                  | Lampre                                        | s.t.     |
| 10   | Graziano Gasparre              | De Nardi-Colpack                              | s.t.     |